# 大战略系列
大战略是由SystemSoft和SystemSoft Alpha制作的战略游戏系列。

大戰略系列遊戲是日本一款方格軍武戰棋電玩，於80年代的一個人電腦店員工藤本淳一始創，由於迎合了特定玩家群的喜好一炮而紅，經過多年發展已經成為一個龐大的系列。大戰略遊戲以高度考證武器參數的兵棋推演概念著稱，其複雜度能控制在一般人接受的程度，但還是被視為軍武迷的硬派遊戲作品，在2017年的最新版本中一場戰鬥通常要十多個小時才能完成。為了解決過於硬派的問題，過去針對初級玩家也推出過若干著重娛樂性的簡化版本。由於無可避免牽涉軍事與政治議題，大戰略遊戲在某些國家引起爭議，某些版本被禁止上市或需改編內容。
系列主要故事線分為二戰與現代戰爭兩種，玩家在二戰遊戲中可以重溫經典戰役，也能嘗試改變戰爭結果；現代戰爭遊戲中以實際戰役但不完全相同的設定作為劇本，同時包括一些發生於不久未來的空想可能戰役，玩家能以在兵棋場上見證各種最新式武器的實戰功能為一大樂趣。遊戲的範圍主要限制於現實當代，一般沒有過度空想科幻的內容；只有在1999年為了順應千禧年議題和21世紀之交，推出了《網絡大戰略 出撃！遙隊》這個較為特殊的網路戰主題。

## 電腦版

### DOS作業系統
- 現代大戰略（1985年11月22日）

按地圖設定最多可以4國對抗，各方混雜不同國家的武器，且不可生產新單位，不太考究事實，屬純粹娛樂性的遊戲。
採用系列中被視為經典的回合制，這個基本架構此後沒有太大變化，並一直為後來的現代大戰略和超級大戰略系列所採用。
当時僅為個人電腦店的一個店員藤本淳一業餘時所制作，後來SystemSoft公司把遊戲結合流行的動漫作品《戰區88》改編並推出市面。
遊戲使用當時的商用電腦程式BASIC語言編寫，使得運行過於繁雜，直到處理速度較快的16位元電腦PC-9801面世後才能暢順運作。
遊戲包裝圖畫採用了田宮模型的刊物《TAMIYA NEWS》內容圖片，並在發售前取得田宮模型的允許授權。
發售多月後銷量依然維持高企，甚至一直延續到隔年春天PC-88版本的上市熱潮。
- 大戰略88（1986年9月）／大戰略X1（1987年1月）／大戰略FM（1987年8月）

受制於PC-98版本的性能，本系列中的4人制和2人制遊戲分別採用了60×60和40×40的小地圖。
與前作相比，本作的人工智能大幅加強。
- 大戰略II（1987年3月20日）

本作與前作相比引入了不少創新設定：
1. 不同生產國的武器性能差異開始顯現。
2. 生産力開始成為影響戰力的要素之一。此外亦首次引入「軍需資金」及「工業力」作為遊戲要素。
3. 兵器增加到63種，每個陣營在戰場上最多可同時擁有64個單位。
4. 出現了軍艦單位（空母、護衛艦、登陸艦）。此外在空對空飛彈、地對空飛彈、自走炮和地對艦飛彈等武器中引入間接射撃設定，命中率按照射程変化，而自走榴彈砲也可能炸傷相鄰單位。
5. 以「合流」的方式容許兩支殘餘部隊合併，此外也引入戰略轟炸、利用工兵單位破壞都市的耐久度，以及架橋過河等概念。

- 運動版大戰略II（1989年12月）

遊戲與「超級大戰略」系統相近。在PC-8801版上出現的航空母艦等的大型海戰開始出現。
- 超級大戰略（8位元機版）

遊戲的登場兵器增加到121種。戰鬥簡化為引導相鄰六角格之間隨機發生的射擊，攻擊順序則改為根據每種攻擊方法設定的優先攻擊公式。例如，若玩家使用轟炸機轟炸一架防空導彈車，則防空導彈始終是先攻的。戰車單位之間優先級別相近的則是同時開火，除了不同陣營的預設生產國，玩家還可以自行設定由不同國別武器組成的幻想國家。由於88版本的銷量強勁，遊戲之後被改編為PC-9801VM版本發行。
- 大戰略III：大指揮官（1989年6月）

本作首次採用半即時制，也首次引入「地形高度」和「索敵」的概念，此外，曲線間接射撃成為了遊戲的重要元素。
- 大戰略III'90（1990年10月）

為《大戰略III》的強化版。由於廠商大幅度重寫遊戲程式，使其操作速度改善，也得了加入其他防當機規範以及改進程式的語法。
- 大戰略IV（1992年6月）

本作中首次採用軍團制，玩家在進行戰鬥中途不可生產兵器。自「大戰略III」及「大戰略III'90」發展過來的即時戰略系統趨於完善。遊戲創下史上最高的10万份銷售。同年12月亦發售了最新兵器和20幅新地圖的資料片。
- 現代大戰略EX（1993年7月）

本作回歸經典的回合系統，並使初學者更易上手。每張地圖最多容許5個陣營，玩家也可以在啟動地圖之前設置聯盟，聯盟一旦設定就無法反悔。另外，玩家可以選擇3個不同等級的電腦思維難度。在武器單位上，遊戲匯入了當代最新的武器，並開始設定士氣制度，單位的士氣隨著不斷攻擊而下降，變為0時則無法攻擊敵軍，直到士氣恢復。單位購買價格將隨著戰局變化。
- 空軍大戰略（1994年3月）

以戰鬥轟炸機為單位的大型空襲攻擊主題作品，之後沒有發行續集。也是DOS版最後的大戰略遊戲。後來的遊戲版本開始移植到Windows 95平台上。

### Windows作業系統
- 大戰略 for Windows（1995年9月）

初代Windows版大戰略。
- 空軍大戰略 for Windows（1995年12月）

- 大戰略V（1996年3月）

採用指揮部隊級別和對戰單位級別的分開架構，遊戲在戰略地圖上採用即時戰略，在對戰圖上則採用回合模式。
- 大戰略V DX（1996年12月）

遊戲系統比前作略有修改，計算機AI智能得到加強。
- 大戰略VI（1999年12月24日）

即時戰略制。首次採用以「小隊」取代「部隊」，並以最多6個小隊組成一個單位的新制度。
- 大戰略 WIN II（2000年10月）

追加兵器數據和地圖數據，並配備地圖編輯器和關卡編輯器。
- 大戰略VI 總體戰（2001年2月）

更新並增加了生產類型數量和武器數據。
- 大戰略VII（2001年12月20日）

回合制。首次引入戰場地形高度的概念，並隨著硬體進步而能顯示3D的戰場地形圖。
- 大戰略VII DX（2002年9月）

比第VII代再添加標準版兵器，另外附送編輯器，並強化了AI思維。
- 大戰略VIII（2006年3月30日）

即時戰略制。以正方形的戰略格取代6角形方格。另外使用完整的3D多邊形構建武器和地形。
- 大戰略 WIN III（2008年2月8日）

採用與「大戰略perfect」相同的引擎。

### 大戰略大師對戰系列(MC)
- 大戰略大師對戰（1997年2月）

回合制，但採用了運動比賽概念，玩家在戰後可以復盤觀看過程。
- 大戰略大師對戰2（1998年4月23日）

### 大戰略perfect系列

大戰略perfect2.0畫面

- 大戰略perfect1.0（2003年3月20日）

聯機對戰功能出現。地圖最大可達128×128，最多可以8國參戰，附送編輯器。
- 實時版大戰略perfect1.0（2004年2月27日）

《大戰略perfect1.0》模擬即時戰略遊戲畫面。
- 大戰略perfect2.0（2004年6月25日）

遊戲系統類似《大戰略perfect1.0》，附送「兵器自訂編輯器」。地圖最大可達256×256。
- 大戰略perfect2.0DX（2005年3月31日）

遊戲系統與《現代大戰略2004》相同，引入「國境線」、「地雷」和「水雷」的概念。出現「支援部隊」功能，並附送「兵器自訂編輯器」。
- 大戰略perfect3.0（2008年3月14日）

加載「地形編輯器」和「策略模式」，亦強化了AI和通信對戰機能。
- 大戰略perfect4.0（2018年4月26日）

世界各國2017年的最新兵器，類超過 1400 種，電腦版比遊樂器版又更多出十幾種特殊兵器。

### 大東亞興亡史系列
- 大戰略 大東亞興亡史 〜真珠湾攻撃一二〇八〜（2005年1月28日）

- 大戰略 大東亞興亡史2 〜虎虎虎奇襲成功〜（2006年8月11日）

- 大戰略 大東亞興亡史3 第二次世界大戰暴發! 軸心軍対同盟軍 世界大戰（2013年11月22日）

### 現代大戰略系列
- 現代大戰略2001 〜海外派兵之路〜（2001年11月15日）
- 現代大戰略2002 〜周邊有事法發動時刻〜（2002年10月25日）
- 現代大戰略2003 〜恐怖主義國家壓制〜（2003年10月24日）

遊戲系統類似《大戰略perfect1.0》，有新的應急改造兵器登場（例如以貨機改造裝載飛彈、H-2A太空火箭改造為飛彈、P-3C改為轟炸機等）。
- 現代大戰略2004 〜日中國境紛争爆發！〜（2004年10月29日）

遊戲系統與《大戰略perfect2.0》相同，附送「兵器編輯器」，以及引入「國境線」、「地雷」和「水雷」的概念。
- 現代大戰略2005 〜護國的盾・護衛艦隊〜（2005年11月18日）

採用《大戰略perfect2.0DX》的系統，追加「視覺地圖模式」機能，並附送「兵器自訂編輯器」。
- 現代大戰略2007 〜大浦洞飛彈・核施設破壞作戰〜（2006年12月14日）
- 現代大戰略2008 〜自衛隊参戰・激震的亞洲崩壞！〜（2007年12月27日）
- 現代大戰略2009 〜世界恐慌・体制崩壞的序曲〜 (2008年12月25日)
- 現代大戰略2019 〜 天秤瀕臨臨界！不灭国威和世界大战 (2019年5月25日)

### 網頁遊戲
- 大戰略-百夫長（2006年6月15日）
- 大戰略WEB

網絡頁面遊戲，以娛樂為主，亦兼容手機平台 。
- 第一次的大戰略

與雜誌一同捆綁贈送。採用「超級大戰略」系統，但兵器則採用簡略化的「戰車」、「戰鬥機」等名稱而沒有型號，以希望吸收新玩家。

## 電視遊戲機

SEGA主機的大戰略鋼鐵戰風，模擬二戰日軍勝利攻打美國本土的關卡。

- 大戰略（FC紅白機、1988年10月11日、Bothtec發行）
- 超級大戰略（Mega Drive、1989年4月29日、SEGA發行）
鉄道與艦船制度出現、SEGA發行的各種遊戲中幻想兵器以隱藏兵器出現（『銀河之力』、『衝破火網』的F-14XX、『Thunder Blade』、『超級忍』的「忍者部隊」等）Mega Drive版有特製單位追加。
- 超級大戰略（PC Engine、1990年4月27日、MICROCABIN發行）
- Advance大戰略 德國閃擊戰（Mega Drive、1991年6月17日、SEGA發行）
- 運動版 大戰略2（PC Engine、1992年5月29日、MICROCABIN發行）
- 大戰略 〜偉大的軍事家〜（SFC、1992年9月25日、小行星發行）
- 世界先進大戰略 〜鋼鉄的戰風〜（SEGA發行於Saturn主機、1995年9月22日、SEGA發行）
- 世界先進大戰略 〜鋼鉄的戰風之作戰密件〜（SEGA發行於Saturn主機、1996年3月15日、SEGA發行）
- 世界先進大戰略 ～千年帝國之興亡～（SEGA發行於Saturn主機、1997年3月20日、SEGA發行）
- 大戰略 〜運動員精神〜（PlayStation、1996年3月29日、OZクラブ）
- 專家大戰略WW2（SFC、1997年8月30日、アスキー）
- 大戰略 －強勢風格－（SEGA發行於Saturn主機、1997年6月27日、OZクラブ）
- 大戰略 大師對戰（PlayStation、1998年12月3日、OZクラブ）
- 網絡大戰略 出撃!遙隊（PlayStation、1999年2月4日、SystemSoft Corp.）
近未來的網路空間，駭客網軍對戰為故事背景。[7]
- Advance大戰略 〜歐洲的風暴.德国閃擊戰〜（Dreamcast、2000年6月22日、SEGA發行／SystemSoft Corp.）
- Advance大戰略2001（Dreamcast、2001年4月26日、SEGA發行）
- 大戰略1941〜逆轉的太平洋〜（PlayStation 2、2002年9月26日、颯美發行）
- 大戰略VII（Xbox、2003年5月29日、酷孩子發行）
- 標準大戰略 閃撃戰（PlayStation 2、2004年11月11日、颯美發行）
- 標準大戰略 失去的勝利（PlayStation 2、2005年6月2日、SEGA發行）
- SEGA發行2500復刻作Vol.22 Advance大戰略 〜欧洲的风暴.德国閃擊戰〜（PlayStation 2、2006年2月23日、SEGA發行）
- 大戰略VII-超越（PlayStation 2、2006年12月14日、SystemSoft Corp.）
- 大戰略-超越2（PlayStation 3、2015年7月30日、SystemSoft Corp.・ALPHA發行）
- 大戰略SSB（PlayStation 4、2022年12月8日、SystemSoft Corp.・ALPHA發行）

#### 大戰略perfect系列
- 大戰略perfect〜戰場的霸者〜（PlayStation 3、2014年6月24日、SystemSoft Corp.・ALPHA發行）
- 大戰略perfect 4.0（PlayStation 4.2018年4月26日、NS.2018年8月26日、SystemSoft Corp.・ALPHA發行）

#### 大東亞興亡史系列
- 大戰略 大東亞興亡史〜虎虎虎奇襲成功〜（PlayStation 2、2008年9月25日、SystemSoft Corp.）
- 大戰略 大東亞興亡史3 第二次世界大戰暴發! 軸心軍対同盟軍 世界大戰（PlayStation 3、2015年3月26日、SystemSoft Corp.・ALPHA發行）
- 大戰略 大東亞興亡史3 第二次世界大戰暴發! 軸心軍対同盟軍 世界大戰（PlayStation 4、2015年12月17日、SystemSoft Corp.・ALPHA發行）

#### 現代大戰略系列
- 現代大戰略　〜一觸即發・軍事國家崩壞〜　（PlayStation 2、2009年8月27日、SystemSoft Corp.・ALPHA發行）
- 現代大戰略 2016 〜秩序的崩壞‧霸權國家失墜〜 （PlayStation 3、2016年7月21日、SystemSoft Corp.・ALPHA發行）
- 現代大戰略 2017 〜改變軍事均衡！戰慄的力量遊戲〜 （PlayStation 4、2017年4月27日、SystemSoft Corp.・ALPHA發行）

中國的新式武器如殲20和99式坦克、航母、神盾艦等作為初始內容就收錄，PS network的下載內容(DLC)制度做為資料片發行來源，較爭議的日本心神戰機和美國內戰、中印戰爭等新劇本放在DLC由玩家自由選擇是否購買。
- 現代大戰略 2020 〜 揺れる世界秩序！大国の野望と世界大戦～（PlayStation 4、2020年2月、SystemSoft Corp.・ALPHA發行）[8]

## 掌上遊戲機
- 大戰略（Game Boy、1991年6月12日、HIRO）
- 対戰型 大戰略G（Game Boy、1991年9月28日、SystemSoft Corp.）
- 大戰略 For Game Boy Advance（Game Boy Advance、2001年12月7日、媒體風箏發行）
- 大戰略攜帶版（PlayStation Portable、2005年12月22日、元気發行）
- 大戰略DS（ニンテンドーDS、2006年5月25日、元気）
- 大戰略攜帶版2（PlayStation Portable、2006年12月14日、元気發行）
- 大戰略VII-超越（PlayStation Portable、2008年5月22日、SystemSoft Corp.）
- 大戰略-超越2（PlayStation Vita、2015年7月30日、SystemSoft Corp.・ALPHA發行）

#### 大戰略perfect系列
- 大戰略perfect〜戰場的覇者〜（PlayStation Portable、2010年6月24日、SystemSoft Corp.・ALPHA發行）
- 大戰略perfect 4.0（NS、2018年8月26日、SystemSoft Corp.・ALPHA發行）[9]

#### 大東亞興亡史系列
- 大戰略 大東亞興亡史 〜虎虎虎奇襲成功〜（PlayStation Portable、2008年9月25日、SystemSoft Corp.・ALPHA發行）
- 大戰略 大東亞興亡史 第二次世界大戰暴發! 軸心軍対同盟軍 世界大戰（PlayStation Portable、2014年7月31日、SystemSoft Corp.・ALPHA發行）
- 大戰略 大東亞興亡史3 第二次世界大戰暴發! 軸心軍対同盟軍 世界大戰（PlayStation Vita、2015年3月26日、SystemSoft Corp.・ALPHA發行）
- 大戰略 大東亞興亡史DX 第二次世界大戰（N3DS、2019年5月11日、SystemSoft Corp.・ALPHA發行）

#### 現代大戰略系列
- 現代大戰略　〜一觸即發・軍事國家崩壞〜　（PlayStation Portable、2009年8月27日、SystemSoft Corp.・ALPHA發行）
- 現代大戰略DS　〜一觸即發・軍事國家崩壞〜　（NDS、2010年2月25日、SystemSoft Corp.・ALPHA發行）
- 現代大戰略 2019 〜 天秤瀕臨臨界！不灭国威和世界大战（PlayStation Vita、2020年4月、SystemSoft Corp.・ALPHA發行）

## PDA
- 大戰略 for palm （PalmOS ver3.5機、2002年4月5日、e frontier發行）

## 手機
- 大戰略 mobile

日本國內多種手機系統都有移植，2012停止營運。
- 大戦略 MOBILE (新版)

針對新型智慧手機市場的再臨版，2020年上線。